# گروه داون مدیا
گروه داون مدیا یا گروه رسانه داون (انگلیسی: Dawn Media Group) شرکت رسانه‌ای پاکستانی است، که در سال ۱۹۴۷ توسط محمد علی جناح تأسیس شد.